# Rejowiec (gromada w powiecie wągrowieckim)
Rejowiec – dawna gromada, czyli najmniejsza jednostka podziału terytorialnego Polskiej Rzeczypospolitej Ludowej w latach 1954–1972.
Gromady, z gromadzkimi radami narodowymi (GRN) jako organami władzy najniższego stopnia na wsi, funkcjonowały od reformy reorganizującej administrację wiejską przeprowadzonej jesienią 1954 do momentu ich zniesienia z dniem 1 stycznia 1973, tym samym wypierając organizację gminną w latach 1954–1972.
Gromadę Rejowiec z siedzibą GRN w Rejowcu utworzono – jako jedną z 8759 gromad na obszarze Polski – w powiecie wągrowieckim w woj. poznańskim, na mocy uchwały nr 40/54 WRN w Poznaniu z dnia 5 października 1954. W skład jednostki weszły obszary dotychczasowych gromad Bliżyce, Niedźwiedziny, Rejowiec, Szczodrochowo i Stawiany ze zniesionej gminy Skoki w powiecie wągrowieckim oraz obszar dotychczasowej gromady Sławica ze zniesionej gminy Murowana Goślina w powiecie obornickim w tymże województwie. Dla gromady ustalono 17 członków gromadzkiej rady narodowej.
Gromadę zniesiono 1 stycznia 1959, a jej obszar włączono do nowo utworzonej gromady Skoki w tymże powiecie.